# الإسلام في ساموا
الإسلام في ساموا هو أقلية دينية في دولة ساموا ذات الأغلبية المسيحية.

## تاريخ
يعود تاريخ الإسلام في ساموا إلى قبل سنة 1985، حيث كان بساموا عدد من العمال المسلمين الذين كانوا يعملون إما من أجل الحكومة وإما من أجل أحد برامج الأمم المتحدة، لكن عددهم كان صغيرا وبالكاد كانوا يؤثرون على الساكنة المحلية. في منتصف الثمانينيات، بدأت الجمعية العالمية للشباب الإسلامي بالنشاط في منطقة المحيط الهادئ، وبالتالي بدأ بعض سكان ساموا باعتناق الإسلام.

## ديموغرافيا
حسب إحصاء سنة 2001، بلغ عدد مسلمي ساموا 48، أي 0.03% من مجموع السكان. وقد ارتفع هذا العدد إلى 61 مسلما، أو 0.04% من السكان حسب إحصاء سنة 2006. ومن المتوقع أن يصل هذا العدد إلى 73 مسلما بحلول سنة 2020.